# Strathmill
Strathmill est une distillerie de whisky située à Keith dans le Speyside, en Écosse.

## Histoire
La distillerie Strathmill a été construite en 1891 sur un terrain d'un moulin à céréales. Elle se nomma alors Glenisla-Glenlivet jusqu'à son rachat par la société W. und A. Gilbey, en 1895. Aujourd'hui le propriétaire de la distillerie est Diageo.
Durant de nombreuses années, le malt de Strathmill était la composante principale des blends de la marque Dunhill / Old Master. Ce n'est qu'en 1993 qu'un single malt de Strathmill fut commercialisé.